# 996 هـ
996 هـ هي سنة في التقويم الهجري امتدت مقابلةً في التقويم الميلادي بين سنتي 1587 و1588.

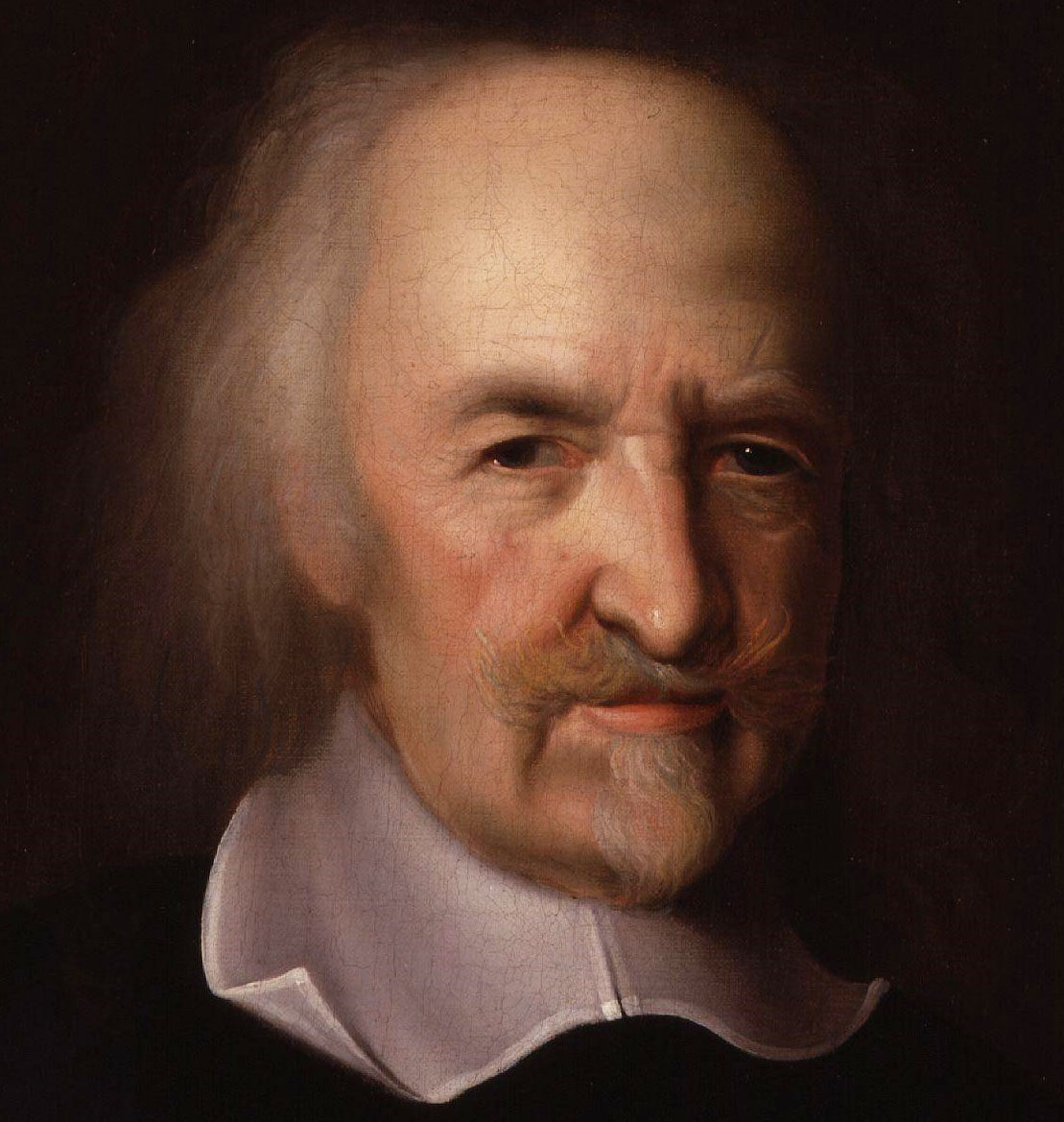
توماس هوبز

## مواليد
- ابن علان
- توماس هوبز

## وفيات
- محتشم الكاشاني
- معمار سنان